# Щербаковка (Приморский край)
Щербако́вка — село в Ольгинском районе Приморского края России. Входит в межселенную территорию.

## География
Село стоит в верховьях реки Маргаритовка (на правом берегу).
Село расположено на автотрассе Находка — Кавалерово.
Расстояние по автотрассе до посёлка Горноводное около 20 км, до районного центра посёлка Ольга около 80 км (на север).
Расстояние по автотрассе до деревни Бровки около 16 км (на юг).
В окрестностях села Щербаковка (на левом берегу реки Маргаритовка) находится урочище Ольгинский рудник, где в конце XIX — начале XX века добывали золото.

## Население
| 2002 | 2008 | 2010 | 2012 | 2013 | 2014 | 2015 |
| ---- | ---- | ---- | ---- | ---- | ---- | ---- |
| 91   | ↘72  | ↘65  | ↘58  | ↗65  | ↘61  | ↗63  |
| 2016 | 2017 | 2018 | 2019 | 2020 | 2021 |      |
| ↘60  | ↘56  | ↗58  | ↘57  | ↗61  | ↗62  |      |

## Улицы
В селе имеются три улицы: Кедровая, Увальная и Центральная. 